# Distrito de Ubinas
El distrito de Ubinas es uno de los 11 que conforman la provincia de General Sánchez Cerro, ubicada en el departamento de Moquegua en el Sur del Perú.
Desde el punto de vista jerárquico de la Iglesia católica forma parte de la Diócesis de Tacna y Moquegua la cual, a su vez, pertenece a la Arquidiócesis de Arequipa.

## Historia
El distrito fue creado en los primeros años de la República.

## Aniversario
El aniversario del distrito de Ubinas es el 2 de enero

## Ubicación geográfica
Se encuentra ubicado en la provincia General Sánchez Cerro, a 16°25′0″ de latitud sur y a una altitud de 3376 m s. n. m. con una extensión de 874 571,12 km². Compuesto por las siguientes localidades: Ubinas (capital), Tonohaya, San Miguel, Anascapa (aniversario 10 de marzo), Escacha, Sacohaya, Querapi, Santa Lucía de Salinas, Santa Rosa de Phara, Quinsachata, Carmen de Chaclaya, Cancosani, San Carlos de Titi, Matazo, Ceneguilla, Casa Blanca, Candarave, Pillone, Chacanni, Querala, Coalaque, Tassa, Pachamayo, Camata, Sibaya, Yalagua, San Cristóbal Torata y Yarcca.

## Demografía
La población estimada en el año 2000 era de 3 819 habitantes, el distrito más poblado de la provincia.

## Autoridades

### Municipales
- 2023 - 2026[4]
  - Alcalde: Felix Pelagio Coaguila Coaguila.
  - Regidores:

  1. Mayte Farge Payahuanca (Perú Libre)
  2. Eloy Rojas Tola (Perú Libre)
  3. Evelyn Esquia Maldonado (Perú Libre)
  4. Edgar Quico Mendoza (Perú Libre)
  5. Julio Coaguila Cuno (Acción Popular)

## Festividades
- 1 de enero: Niño Jesús de Praga
- 24 de junio: San Juan Bautista.
- 8 de diciembre: Inmaculada Concepción.